# Zaccharie Risacher
Zaccharie Risacher (Málaga, España, 8 de abril de 2005) es un baloncestista francés que pertenece a la plantilla de los Atlanta Hawks de la NBA. Con 2,03 metros de estatura, juega en la posición de alero. Es hijo del exjugador Stéphane Risacher.

## Trayectoria deportiva

### Primeros años
Risacher nació en Málaga, donde su padre, Stéphane Risacher, jugaba baloncesto profesional en el Unicaja Málaga de la liga ACB. Vivió tres años en España y luego creció en Lyon, donde jugó en el pequeño club Tassin en las afueras de la ciudad.
Ingresó al programa juvenil del ASVEL Basket en agosto de 2020. Jugó principalmente para el club en la LNB Espoirs, la liga francesa Sub-21.

### Profesional
Debutó con el primer equipo en la temporada 2021-22 contra Metropolitans 92. También hizo su debut en la Euroliga más adelante en la temporada. Esa temporada promedió 12,5 puntos y 4,4 rebotes en LNB Espoirs.
El 16 de junio de 2023 firmó su primer contrato profesional con el ASVEL, pero fue inmediatamente cedido al JL Bourg para la temporada 2023-24. El 29 de noviembre fue elegido integrante del equipo francés del All-Star Game de la LNB Pro A.
El 27 de junio de 2024 fue elegido en la primera posición del draft de la NBA de 2024 por los Atlanta Hawks. Hizo su debut en la temporada regular de la NBA el 23 de octubre, logrando siete puntos y un rebote en 19 minutos jugados en una victoria por 120-116 sobre los Brooklyn Nets. El 6 de noviembre anotó 33 puntos, en una victoria por 121-115 sobre los New York Knicks. Fue elegido Rookie del Mes de febrero y marzo de la Conferencia Este. El 10 de abril de 2025 consiguió su mejor marca de la temporada con 38 puntos ante Brooklyn Nets.

## Estadísticas de su carrera en la NBA

### Temporada regular
| Año     | Equipo  | PJ | PT | MPP  | %TC  | %3P  | %TL  | RPP | APP | ROB | TPP | PPP  |
| ------- | ------- | -- | -- | ---- | ---- | ---- | ---- | --- | --- | --- | --- | ---- |
| 2024-25 | Atlanta | 75 | 73 | 24.6 | .458 | .355 | .711 | 3.6 | 1.2 | .7  | .5  | 12.6 |
| Total   | Total   | 75 | 73 | 24.6 | .458 | .355 | .711 | 3.6 | 1.2 | .7  | .5  | 12.6 |